# اولدزموبیل کاتلس سوپریم

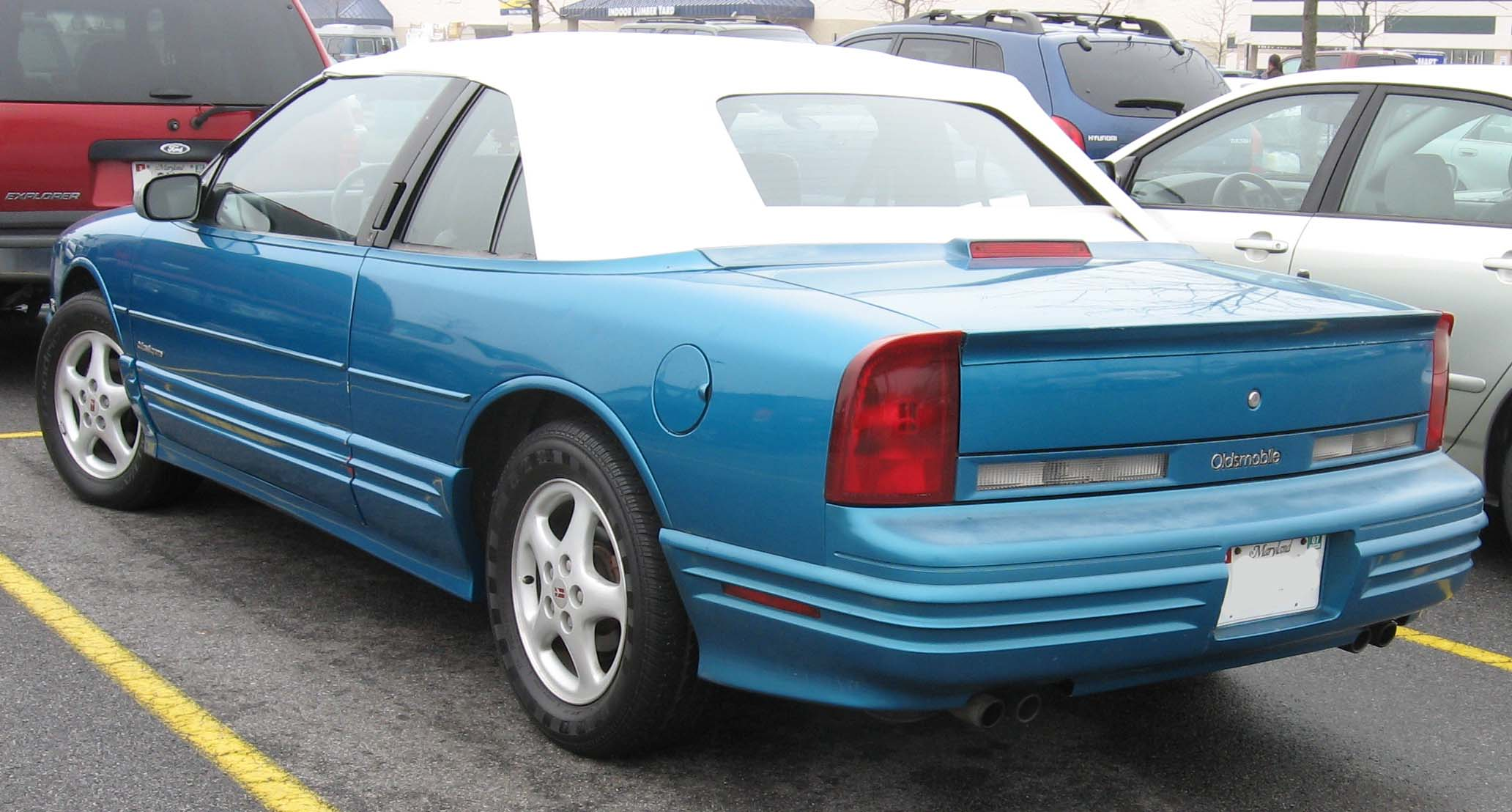

اولدزموبیل کاتلس سوپریم (Oldsmobile Cutlass Supreme) خودرویی است که در سال‌های ۱۹۶۶–۱۹۹۷تولید شده‌است.
این خودرو در کلاس خودرو سایز متوسط قرار گرفته، است.

## نگارخانه

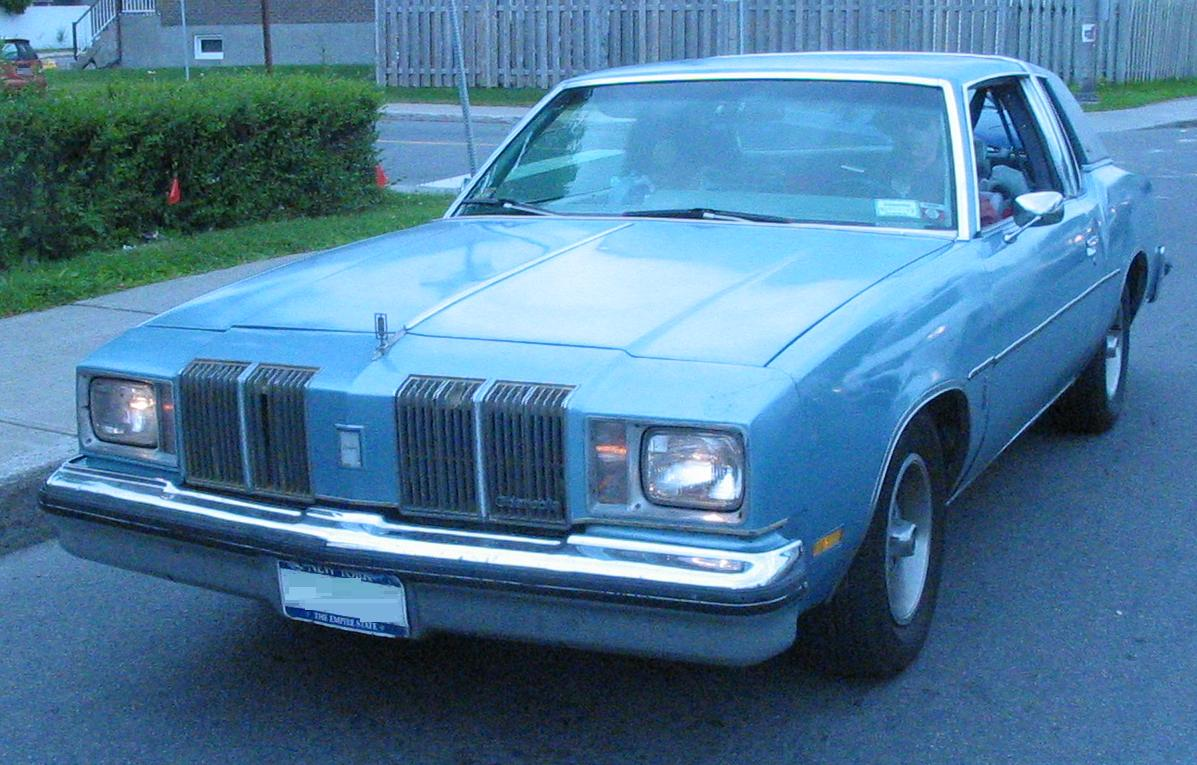
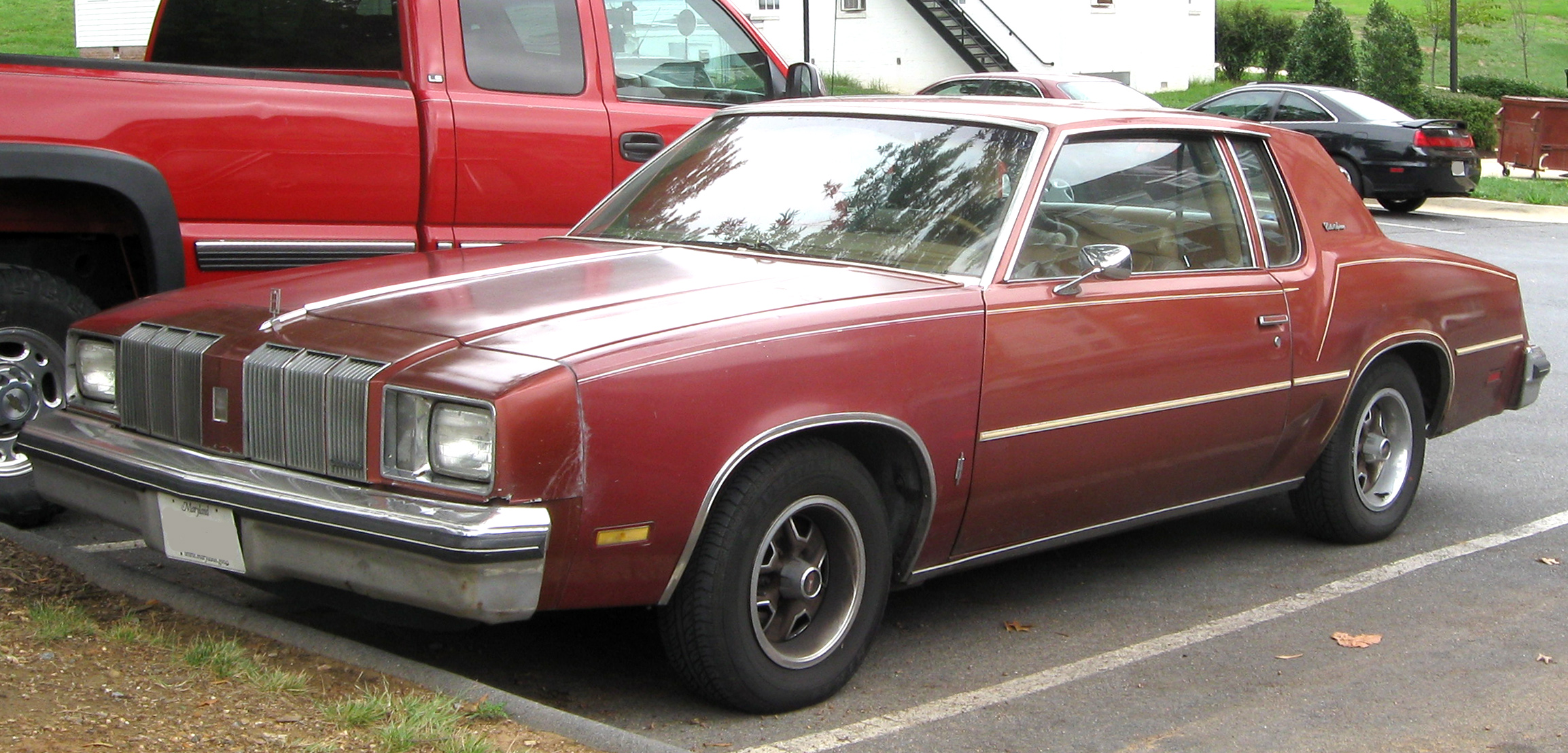
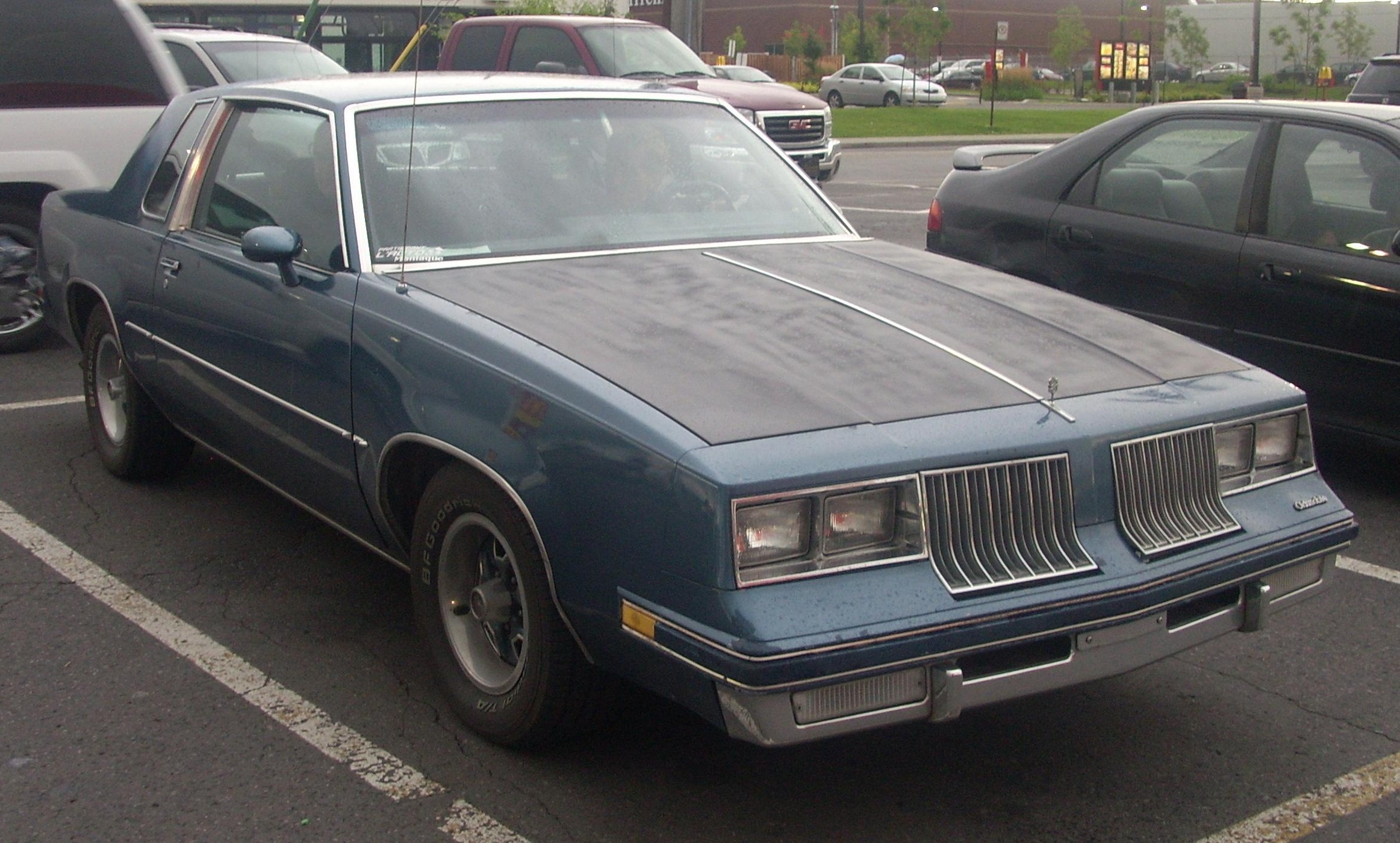
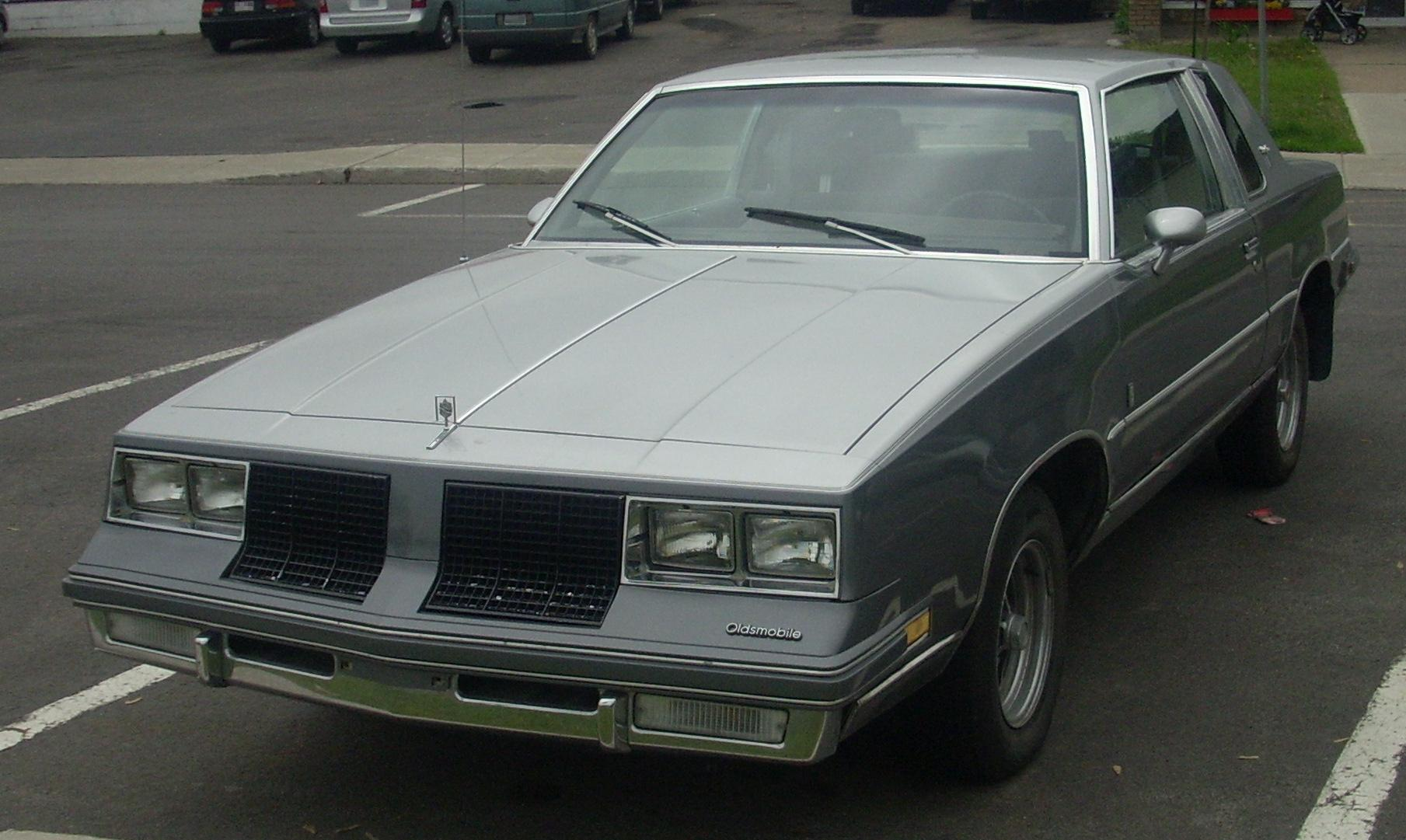
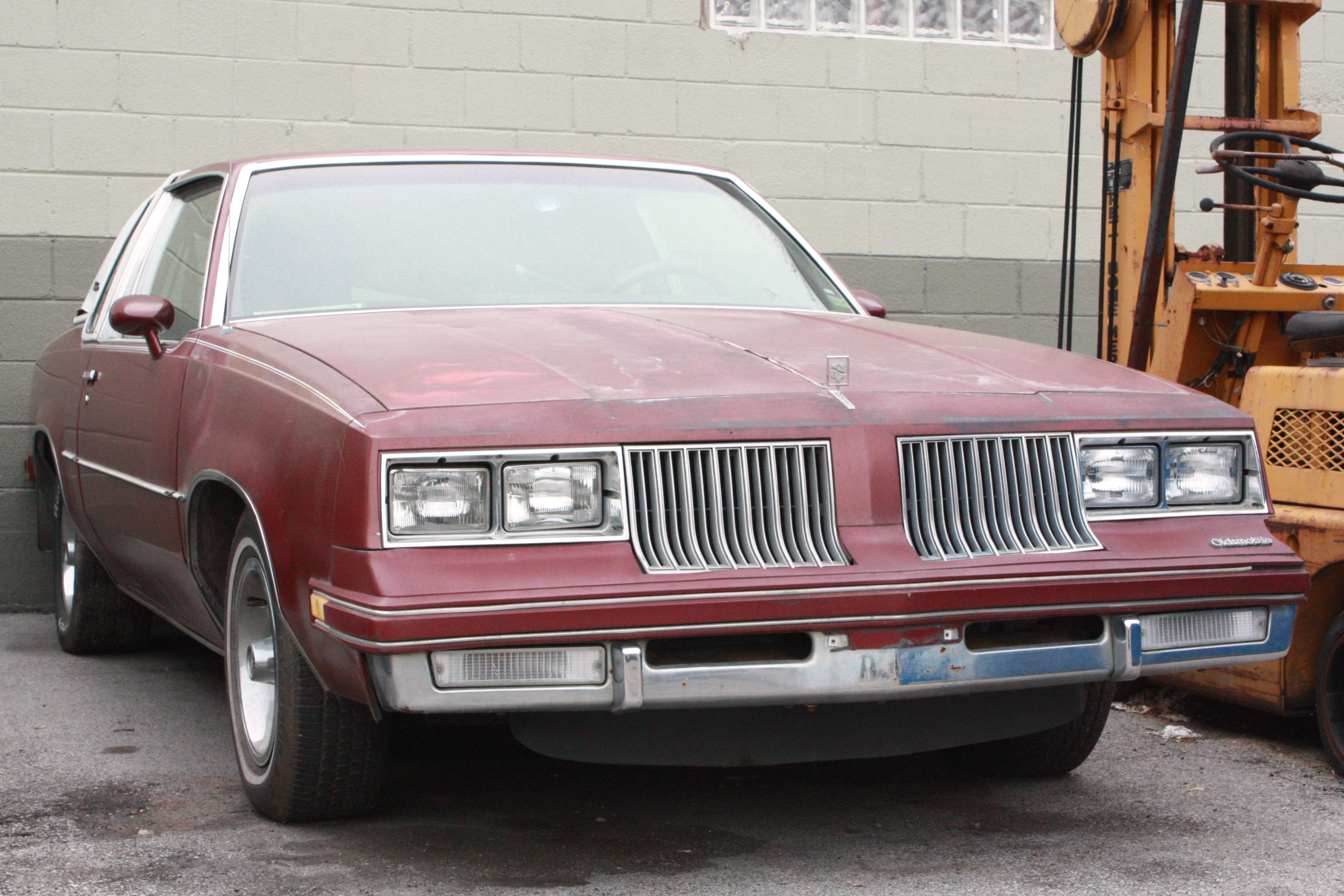
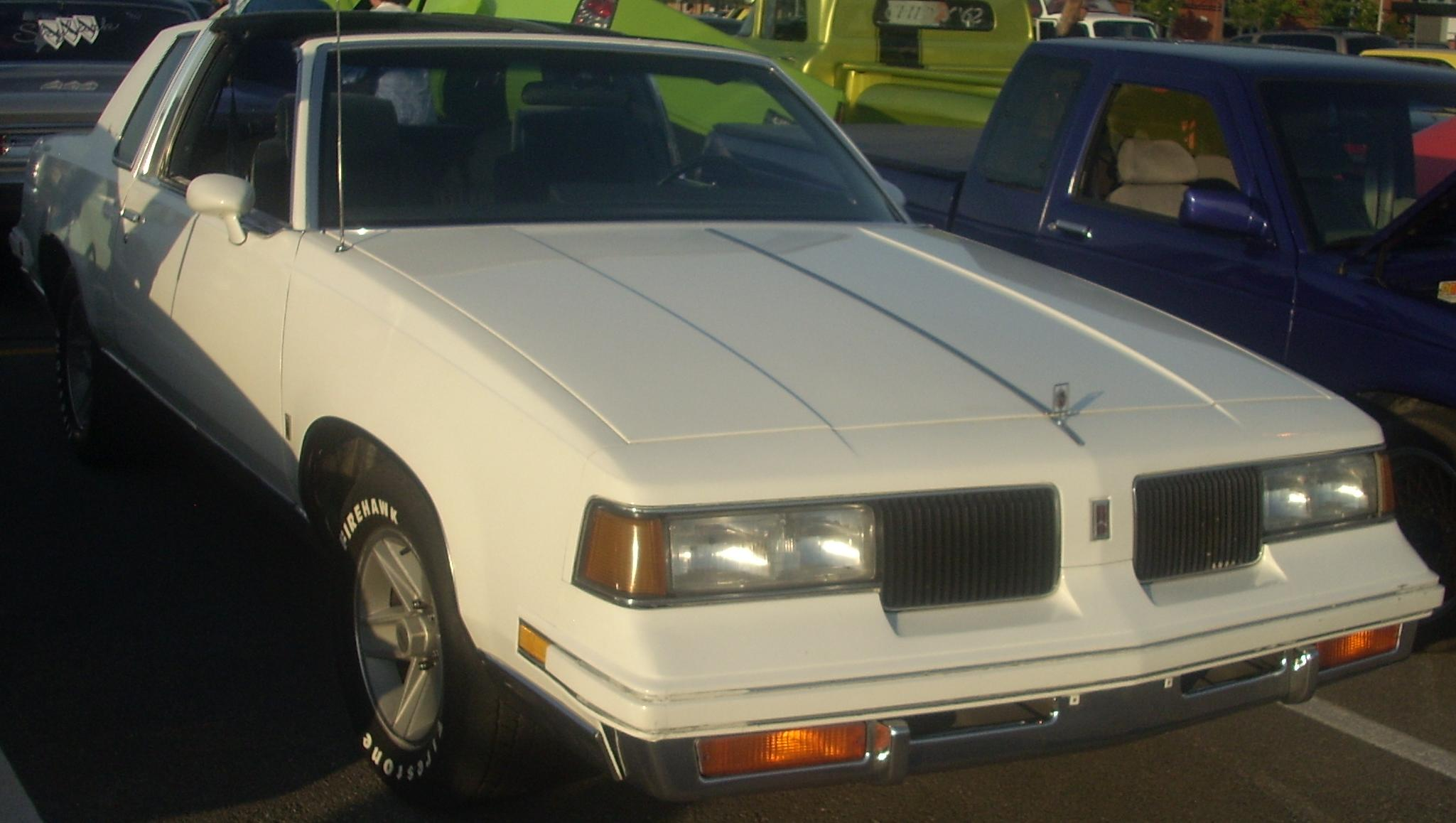
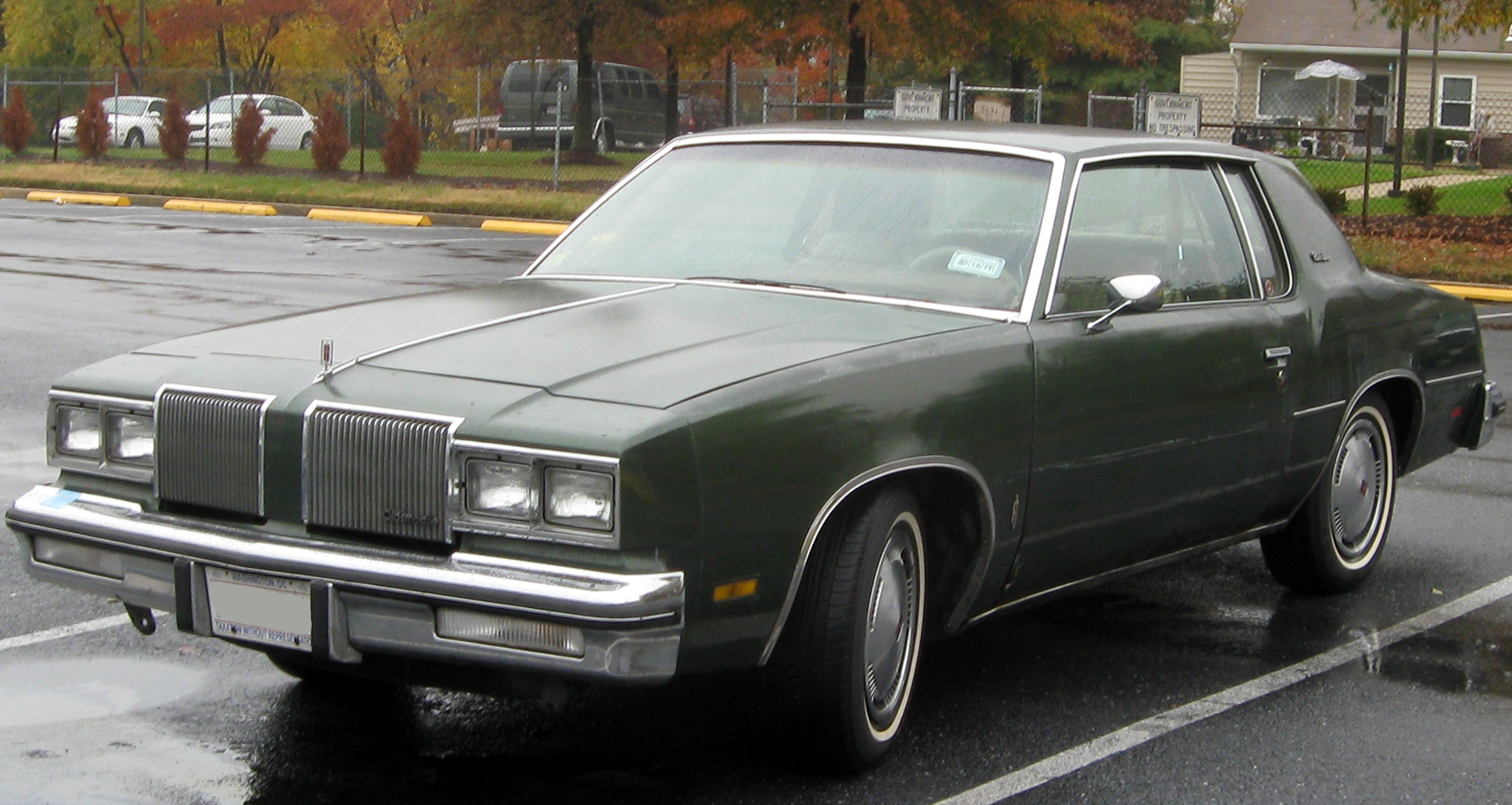
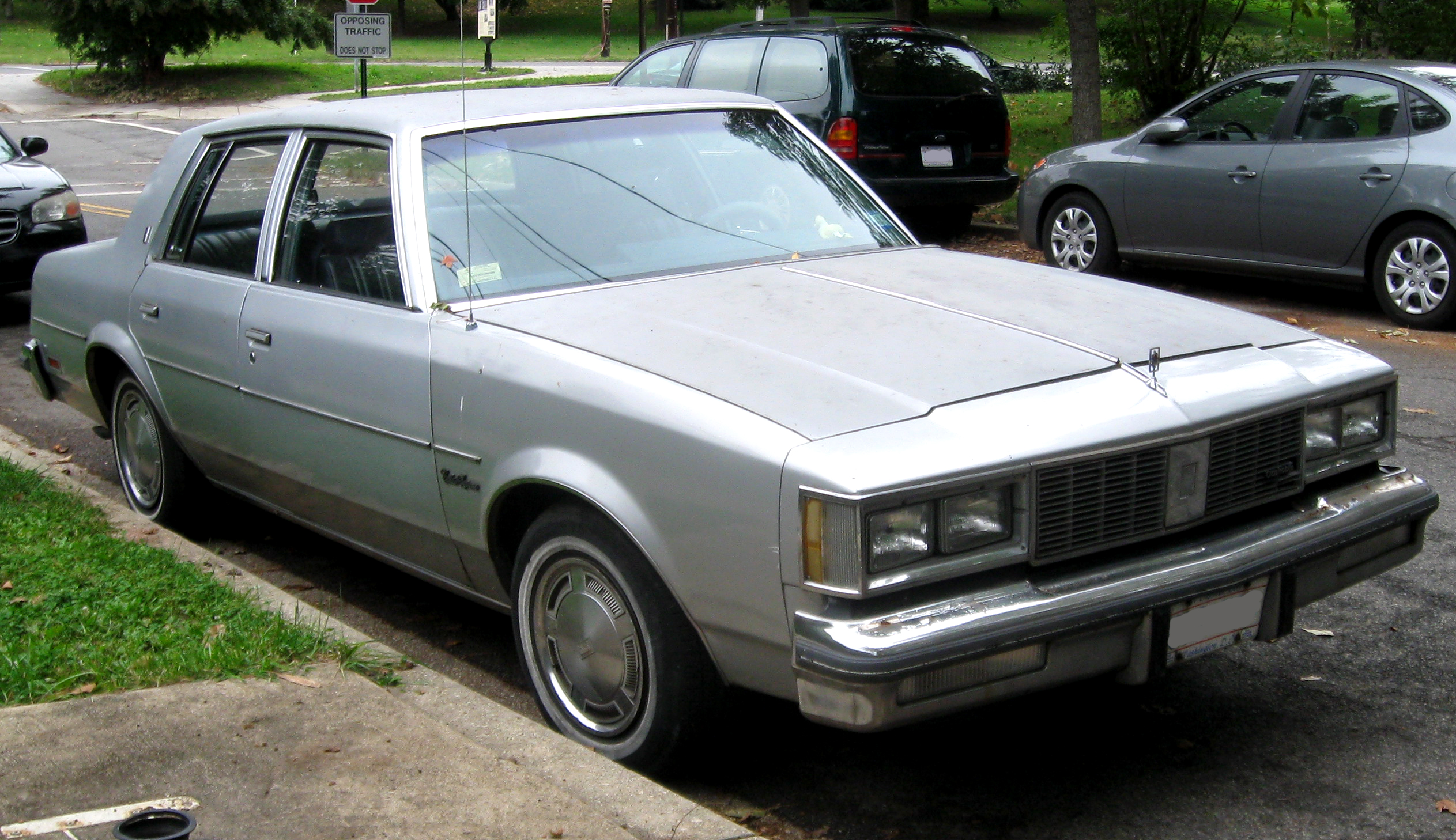